# Pycnolejeunea delessertii
Pycnolejeunea delessertii là một loài Rêu trong họ Lejeuneaceae. Loài này được (Nees & Mont.) Grolle mô tả khoa học đầu tiên năm 1974.